# Shane Black
Shane Black, född 16 december 1961 i Pittsburgh i Pennsylvania, är en amerikansk filmskapare och skådespelare, som bland annat har skrivit manus till filmer som Dödligt vapen, Monsterklubben, Den siste scouten, Den siste actionhjälten och Long Kiss Goodnight. Han är också känd för att vara originalskaparen bakom filmserien av den tidigare nämnda filmen Dödligt vapen. Han är som skådespelare mest känd för rollen som Rick Hawkins, i science fiction-actionfilmen Rovdjuret (1987).
Shane Black föddes i Pennsylvanias näst största stad Pittsburgh, och växte därefter upp i dess förorter Lower Burrell och Mount Lebanon. Han och hans familj skulle senare komma att flytta hela vägen ner till staden Fullerton i Kalifornien, strax efter att han hade påbörjat sitt andra år på high school. Han påbörjade därefter film- och teaterstudier på UCLA i Los Angeles, där han tog examen under år 1983. Det var även här på detta universitet, som Black bestämde sig för att försörja sig själv inom filmbranschen, detta efter att hans kollega och klasskamrat, Fred Dekker, hade visat upp ett färdigskrivet science fiction-manus, som han hade gjort i ordning för ett uppdrag.
Shane Blacks regidebut kom i långfilmen Kiss Kiss Bang Bang under år 2005. Han har sedan dess fortsatt med att skriva och regissera en del andra filmer, såsom Iron Man 3 (2013), The Nice Guys (2016) och The Predator (2018).

## Filmografi (i urval)

### Film
| 1987 | Dödligt vapen           | Nej | Ja         | Nej      |           |
| 1987 | Monsterklubben          | Nej | Ja         | Nej      |           |
| 1989 | Dödligt vapen 2         | Nej | Berättelse | Nej      |           |
| 1991 | Den siste scouten       | Nej | Ja         | Exekutiv |           |
| 1993 | Den siste actionhjälten | Nej | Ja         | Nej      |           |
| 1996 | Long Kiss Goodnight     | Nej | Ja         | Ja       |           |
| 2005 | Kiss Kiss Bang Bang     | Ja  | Ja         | Nej      | Regidebut |
| 2013 | Iron Man 3              | Ja  | Ja         | Nej      |           |
| 2016 | The Nice Guys           | Ja  | Ja         | Nej      |           |
| 2018 | The Predator            | Ja  | Ja         | Nej      |           |

### TV
| 2016 | Lethal Weapon | Nej | Berättelse | Nej | Avsnittet "Pilot" |

### Skådespelarinsatser
| År   | Titel                      | Roll                    | Noter                     |
| ---- | -------------------------- | ----------------------- | ------------------------- |
| 1986 | Night of the Creeps        | Polis på polisstationen | Okrediterad               |
| 1987 | Rovdjuret                  | Rick Hawkins            |                           |
| 1988 | Död eller levande          | Patrullman              |                           |
| 1990 | Jakten på Röd Oktober      | James Crewman           | Okrediterad               |
| 1993 | RoboCop 3                  | Donnelly                |                           |
| 1997 | Livet från den ljusa sidan | Brian (kaféchef)        |                           |
| 2013 | Agent Carter               | Röst (ej kroppslig)     | Endast röstroll; kortfilm |